# Moe Sbihi
Mohamed Karim Sbihi (Kingston upon Thames, 27 marzo 1988) è un canottiere britannico, campione olimpico nel 4 senza a Rio de Janeiro 2016 e vincitore del bronzo nell'otto a Londra 2012 e Tokyo 2020.

## Biografia
Ha rappresentato la Gran Bretagna alle Olimpiadi di Londra 2012, dove ha vinto il bronzo nell'otto, assieme a Alex Partridge, James Foad, Tom Ransley, Ric Egington, Greg Searle, Matt Langridge, Constantine Louloudis e Phelan Hill.
Si è laureato campione iridato ai mondiali di Chungju 2013 nell'otto, ad Amsterdam 2014 nel 4 senza e ad Aiguebelette-le-Lac 2015 nell'otto.
Ai Giochi olimpici di Rio de Janeiro 2016 ha conquistato l'oro nel 4 senza, con Alex Gregory, George Nash e Constantine Louloudis.
Ha fatto la sua terza apparizione olimpica a Tokyo 2020, in cui è stato prescelto come alfiere della sua nazionale, assieme alla velista Hannah Mills, ed ha vinto il bronzo nell'otto, con Josh Bugajski, Jacob Dawson, Tom George, Charles Elwes, Oliver Wynne-Griffith, James Rudkin, Tom Ford e Henry Fieldman.

## Palmarès
- Giochi olimpici

Londra 2012: bronzo nell'8 con.
Rio de Janeiro 2016: oro nel 4 senza.
Tokyo 2020: bronzo nell'8 con.
- Mondiali

Cambridge 2010: argento nell'8.
Bled 2011: argento nell'8.
Chungju 2013: oro nell'8.
Amsterdam 2014: oro nel 4 senza.
Aiguebelette-le-Lac 2015: oro nell'8.
Sarasota 2017: bronzo nel 4 senza.
Plovdiv 2018: bronzo nell'8.
Ottensheim 2019: bronzo nell'8.
- Europei

Belgrado 2014: oro nel 4 senza.
Poznań 2015: argento nell'8.
Brandeburgo 2016: oro nel 4 senza.
Lucerna 2019: argento nell'8.
Varese 2021: oro nell'8.